# Агни-III
«Агни-III» или «Агни-3» (хинди अग्नि, англ. Agni — «огонь») — индийская баллистическая ракета средней дальности класса «Агни», разработанная Организацией оборонных исследований и разработок в рамках Комплексной программы разработки управляемых ракет Министерства обороны Индии, в качестве замены ракеты «Агни-II». Дальность полёта варьируется от 3500 до 5000 км.

## Описание

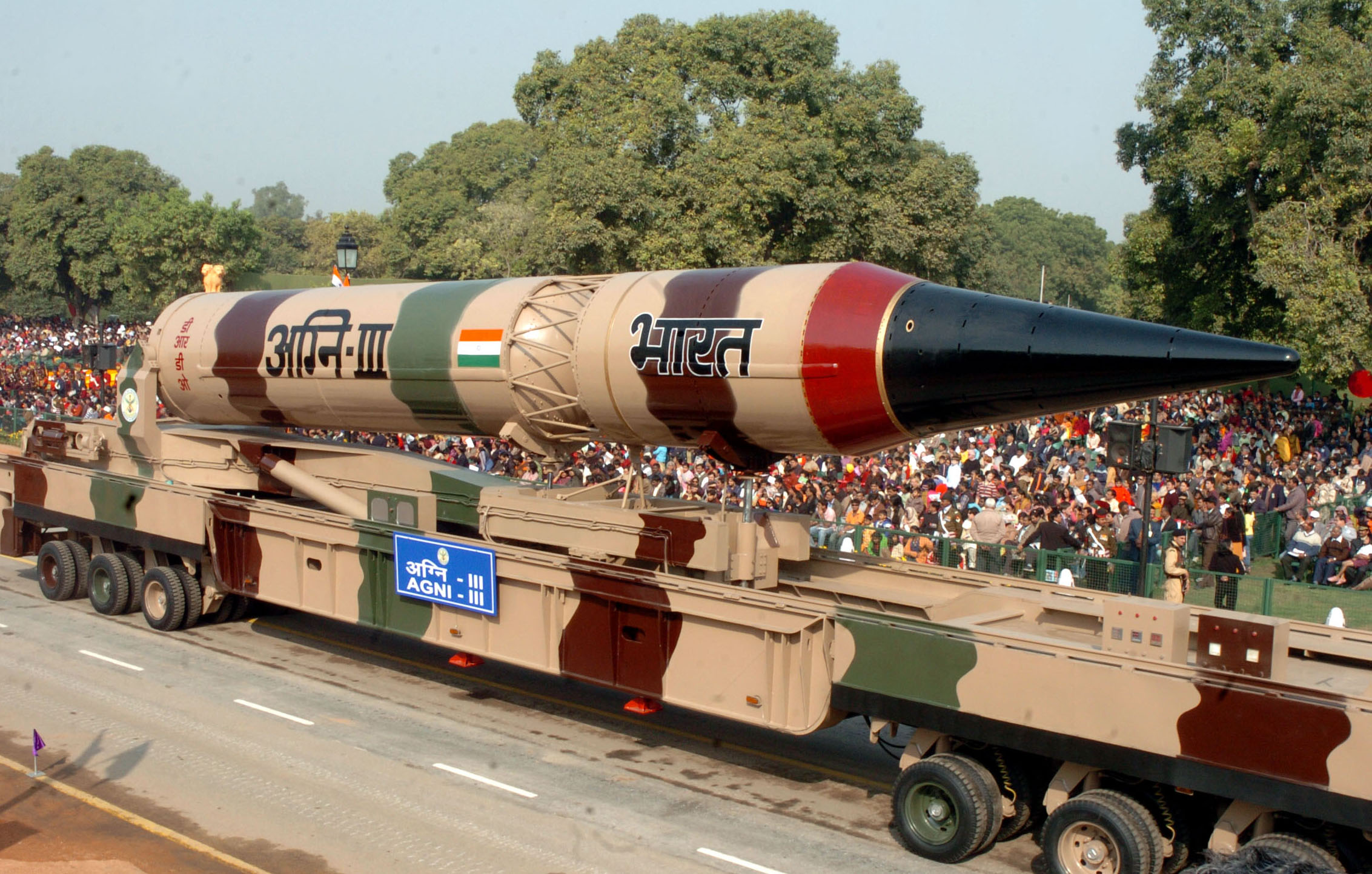
Пусковая установка с ракетой «Агни-III» на параде в Нью-Дели в День республики 26 января 2009 года

Разработкой ракеты, которая должна была прийти на замену ракете «Агни-II», занималась Организацией оборонных исследований и разработок. Это двухступенчатая баллистическая ракета, которая является средством доставки ядерного оружия. В сентябре 2001 года Организация оборонных исследований и разработок создала отдельный завод по производству ракетных двигателей, который занимался бы производством крупных твердотопливных ракетных двигателей, в том числе инфраструктуры для заливки топлива. Небольшая двухступенчатая ракета с твердотопливным ракетным двигателем обладала большой мобильностью и возможностью развёртывания на ряде наземных и подземных платформ.
Двухступенчатая ракета «Агни-III» обладает диаметром 2 м и может устанавливаться в шахтных пусковых установках диаметром 2,3 м. Масса первой ступени составляет 32 т, второй — 11 т; длина первой ступени — 7,7 м, второй — 3,3 м. Первая ступень изготовлена из продвинутых углеродных композитных материалов, которые обеспечивают высокую долю полезной нагрузки. Вторая ступень изготовлена из мартенситностареющей стали и обладает системой управления вектором тяги, позволяющей управлять траекторией полёта. Вес полезной нагрузки достигает 2490 кг, дальность полёта составляет 4500 кг; сама ракета может быть оснащена боеголовками разного типа. Пусковые установки и система наземной поддержки разработаны инженерным отделом научно-исследовательского управления разработанная Организации оборонных исследований и разработок.
Ракета оснащена современной аппаратурой (бортовыми компьютерами) навигации, управления и наведения. Электроника спроектирован таким образом, что способна выдерживать огромную вибрацию, тепловое и шумовое воздействие. Высокоэффективная независимая лазерная гироскопическая инерциальная навигационная система впервые была испытана 7 февраля 2010 года. Круговое вероятное отклонение ракеты составляет до 40 м.

## Испытания

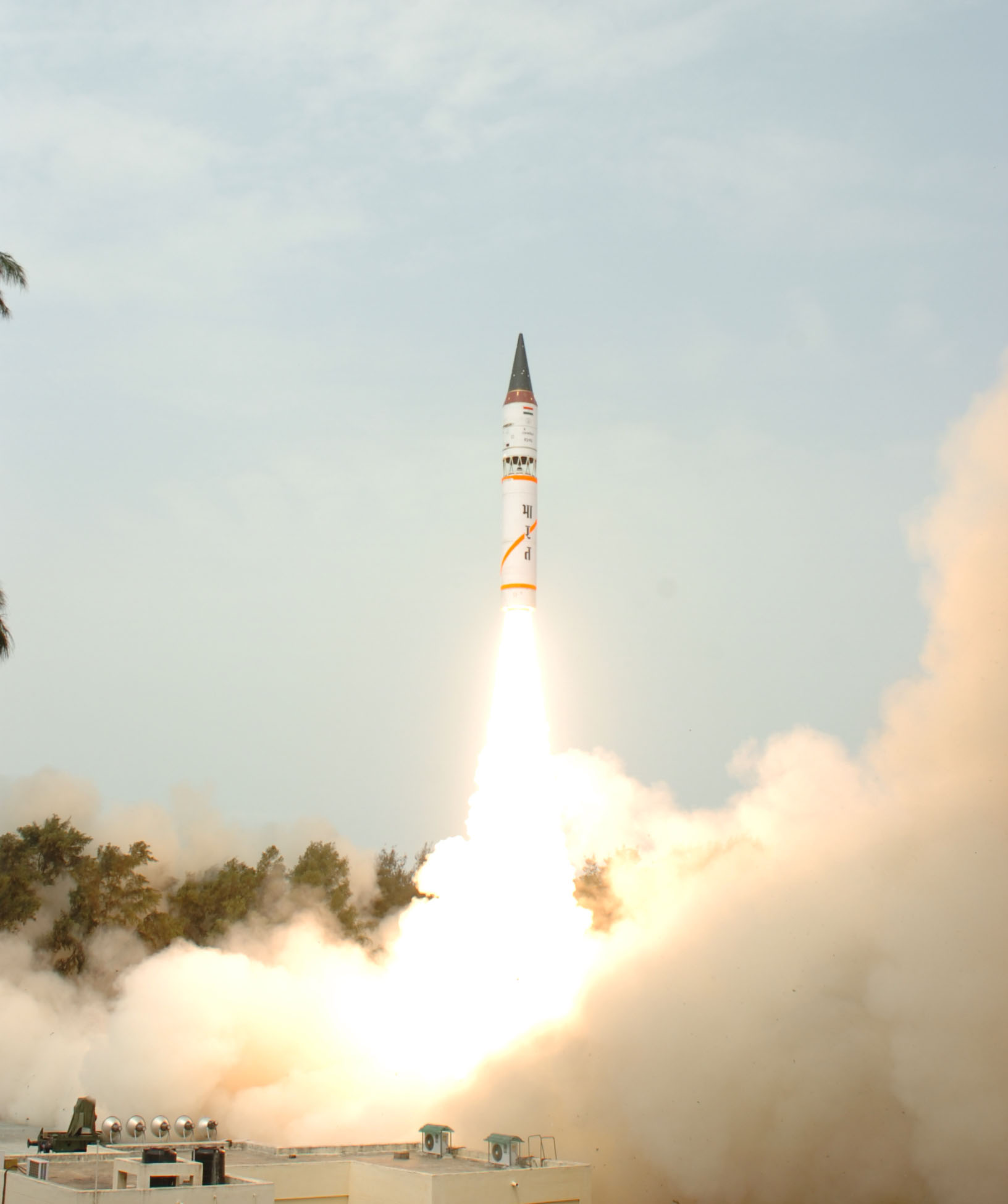
Запуск ракеты «Агни-III» 7 мая 2008 года с острова Уилер

Первое испытание ракеты «Агни-III» было проведено на острове Уилер около побережья города Бхадрак 9 июля 2006 года. Запуск оказался неудачным: ракета упала в море у побережья штата Одиша, недалеко от предполагаемой цели, которую должна была поразить ракета. Согласно Организации оборонных исследований и разработок, причиной неудачи стала аномалия на первой ступени: рециркулировавшие горячие газы проникли под оболочку ракеты и повредили электронное оборудование. Министр обороны Пранаб Кумар Мукерджи назвал запуск «частично удачным», что означало, что в результате запуска военные получили ценную для последующих запусков информацию, которая могла бы помочь избежать ошибок (ракета пробыла в воздухе всего 5 минут вместо ожидаемых 15).
12 апреля 2007 года состоялось первое успешное испытание ракеты «Агни-III» на том же полигоне. Комитет кабинета министров Индии по безопасности сообщил, что у Индии появилось оружие, значительно усиливающее систему ядерного сдерживания страны и способное поражать вражеские цели на дистанции более 3000 км и. На момент своего появления ракета «Агни-III» считалась наиболее мощной и дальнобойной индийской ракетой. Очередное успешное испытание состоялось 7 мая 2008 года: после 15 минут полёта специалисты подтвердили успешность теста. В прессе сообщалось о том, что на ракете было установлено новое навигационное программное обеспечение, которое повысит точность и поражающие способности ракеты. Благодаря этому испытанию было положено начало разработке ракет «Агни-V» с дальностью полёта от 5 до 6 тысяч км.
7 февраля 2010 года в ходе очередного испытания ракета «Агни-III» поразила условную цель, что зафиксировали наблюдатели с бортов двух кораблей рядом с мишенью. В ходе испытания также прошли проверку механизмы, ответственные за срабатывание ядерной боеголовки: их работоспособность позволила убедиться в том, что ракета «Агни-III» может доставлять ядерные заряды и предназначена для обеспечения ядерной безопасности Индии. Испытание ракеты предшествовало её официальной постановке на вооружение индийских войск: в августе того же года министр обороны Индии объявил, что ракета заступит на боевое дежурство в июне 2011 года. В сентябре 2012 года сообщалось о подготовке к созданию ракетной группы, вооружённой подобными ракетами. 21 сентября того же года Командование стратегических сил Индии сообщило об успешном тестовом запуске ракеты с железнодорожной платформы.
Последующие успешные испытания состоялись 23 декабря 2013 года, 16 апреля 2015 и 27 апреля 2017 года. По данным Национального аэрокосмического разведывательного центра ВВС США, к июню 2017 года было произведено менее 10 запусков ракеты «Агни-III». 30 ноября 2019 года поступили сообщения о том, что состоялся первый ночной запуск ракеты, который потерпел неудачу: пролетев 115 км, ракета начала отклоняться от запланированной траектории, и испытание было немедленно остановлено. Предполагается, что причиной отклонения стал производственный брак.

## Характеристики

Радиус поражения ракет класса «Агни»

- Тип двигателя: многоступенчатый твердотопливный
- Топливо: полибутадиен с концевыми гидроксильными группами[34]
- Масса ракеты: 50 т[35]
- Длина: 17 м[36]
- Диаметр: 2 м[36]
- Скорость: 15 М; 5—6 км/ч[37]
- Дальность полёта: от 3500 до 5000 км[3]
- Практический потолок: более 450 км[22]
- Тип боеголовки: фугасная, термобарическая, ядерная[англ.].
- Система наведения:
  - На среднем участке траектории: лазерная гироскопическая инерциальная навигационная система. При необходимости корректируется с помощью спутникового наведения GPS/NavIC.
  - Конечное[англ.]: инфракрасная головка самонаведения, наведение по радару, активное радиолокационное самонаведение[38]
- Руление: управление вектором тяги сопла изменяемой геометрии[34]
- Точность поражения: круговое вероятное отклонение до 40 м[38]
- Пусковая установка: грунтовый/железнодорожный комплекс 8 x 8